# Прохладне (Зеленоградський район)
Прохладне (рос. Прохладное) — селище Зеленоградського району, Калінінградської області Росії. Входить до складу Переславського сільського поселення.
Населення — 100 осіб (2015 рік).

## Населення
| 2002 | 2010 |
| ---- | ---- |
| 172  | ↘100 |